# Michèle Schmölzer
Michèle Schmölzer (* 2. Dezember 1991) ist eine Schweizer Fussballschiedsrichterin.
Seit 2019 steht sie auf der Liste der FIFA-Schiedsrichter und leitet internationale Fussballpartien. Sie gehört zur Gruppe der UEFA-First-Category-Schiedsrichterinnen.
Bei der U-17-Europameisterschaft 2022 in Bosnien und Herzegowina leitete Schmölzer zwei Gruppenspiele und den Final zwischen Deutschland und Spanien (2:2; 3:2 i. E.). Bei der U-19-Europameisterschaft 2023 in Belgien pfiff sie ebenfalls zwei Gruppenspiele. Zudem leitet sie Spiele in der Schweizer 1. Liga, der Promotion League und der Challenge League sowie in der Women’s Nations League.
Schmölzer ist Juristin.